# Савватьевское Торфопредприятие
Савватьевское Торфопредприятие — населенный пункт в Калининском районе Тверской области. Входит в состав Каблуковского сельского поселения.

## География
Находится в юго-восточной части Тверской области на расстоянии приблизительно 7 км на восток-юго-восток по прямой от города Тверь.

## История
Известно, что в 1930-е годы здесь имелась узкоколейная железная дорога для вывоза торфа. На станции Торфосклад осуществлялся перегруз торфа в вагоны широкой колеи, которые по трамвайным путям отправлялись на Калининскую ТЭЦ. Ещё на карте 1940 года здесь были отмечены бараки. На карте 1983 года уже отмечен 1-й участок Савватьевского торфопредприятия.

## Население
Численность населения: 134 человека (цыгане 47 %) в 2002 году, 182 в 2010.